# Tupolev Tu-102
Le Tupolev Tu-102 et le Tupolev Tu-101 étaient des projets d’avion de ligne et d’avion de transport d'assaut à turbopropulseurs, conçus par le bureau d'études Tupolev dans les années 1950. Les deux modèles étaient presque identiques, mais le Tu-101 (la version militaire) avait une rampe de chargement arrière et une tourelle de queue pour deux canons Nudelman-Rikhter NR-23. Leur aménagement intérieur différait également : la soute du Tu-101 n’était pas pressurisée, seuls le poste de pilotage et une petite cabine pour dix passagers l’étaient, tandis que le Tu-102 avait une cabine pressurisée d’une seule section, configurée pour 40 passagers.
Des spécifications similaires ont également été émises vers l’OKB-23 (V.M. Myasischchev) et l’OKB-473 (Oleg K. Antonov). Ce dernier a conçu l’Antonov An-8, dont la conception est devenu la base de tous les avions de transport à turbopropulseurs réalisés par Antonov jusqu’à l’Antonov An-22.